# ريت هارتي
ريت هارتي (بالإنجليزية: Rhett Harty)‏ هو لاعب كرة قدم أمريكي في مركز الدفاع، ولد في 8 مارس 1970 في باسادينا في الولايات المتحدة. لعب مع نيويورك ريد بولز.

## وصلات خارجية
- ريت هارتي على موقع الدوري الأمريكي (الإنجليزية)
- ريت هارتي على موقع قاعدة بيانات كرة القدم.إي يو (الإنجليزية)